# Певек
Певек (рус. Певек) град је у Русији, у Чукотском АО. Центар је Чаунског рејона.
Певек се налази на обали Чаунског залива Источносибирског мора, 240 км од Билибина, на 69°42′ северне географске ширине и 170°19′ источне географске дужине.
Управно је средиште Чаунског рајона. Утемељен је 1933. године, а статус града има од 1967. године. Број становника је 4.600 (2006).
Певек је најсевернији град у Русији.

## Становништво
Према прелиминарним подацима са пописа, у граду је 2010. живело становника, (%) више него 2002.
| 1959. | 1970.  | 1979.  | 1989.  | 2002. | 2010. |
| ----- | ------ | ------ | ------ | ----- | ----- |
| 5.752 | 10.528 | 11.060 | 12.915 | 5.206 | 4.162 |

## Саобраћај
Морска је лука на Северном морском путу.